# 张锡康
张锡康（1922年1月—2015年12月19日）为上海教会执事。
张锡康祖籍浙江绍兴，1922年1月生于安徽宿州，当时其父张光荣任当地邮电局长，是一名热心传道的基督徒。母亲费爱芝是绍兴内地会的教友。张锡康出生时就被奉献给神，第八天还送到医院受割礼。
1924年，张光荣成为一名全时间传道人，牧养杭州清波门浸礼会真神堂。张锡康自幼即参加父亲带领的家庭礼拜。1928年，张光荣成为倪柝声的第一位男性同工，张锡康随父自杭州移居上海哈同路文德里，并参加汪佩真家的主日儿童聚会。1934年秋就读于协进初中时受浸。1937年上海教会设立正式的长老、执事，15岁的张锡康为五名执事之一。张锡康于1937年毕业于协进初中，1940年毕业于雷士德高中，1943年毕业于东吴大学经济系。曾开办信孚商行和天康西药行，并在善后救济总署公路运输大队、华美工程进口公司、伟成贸易公司担任会计。
1948年，倪柝声将生化药厂交给教会，教会安排张锡康等人经营，张锡康先后出任生化药厂审核主任、生化渝厂经理及弟兄药厂采购主任，并负责送款到福州支持鼓岭训练。1952年，生化药厂开展五反运动，倪柝声于4月被捕，押往东北药厂批斗。张锡康等于10月10日被捕，在华东公安部收容审查了二年多，最后被判三年徒刑，1955年10月10日释放。
1956年上海教会经过肃反，主要的同工都被捕，长老只剩下唐守临和任钟祥两人，周行义和张锡康被设为助理长老，在南阳路聚会所维持聚会至1958年，又在怀恩堂小房间维持少数人的擘饼聚会至1966年文化大革命。
1979年，香港地方教会热心信徒带进李常受的书报、讲道录音。上海地方教会中，张锡康等50余人接受李常受的观点，另一部分信徒加以拒绝。上海市公安局于1983年3月20日逮捕张锡康、贺兆清。11月22日，上海市公安局将张锡康所在的聚会称为“呼喊派”反动组织，加以取缔，同时开展大规模宣传活动，组织1万多名基督徒参加学习。1984年10月19日，上海市中级法院判处张锡康有期徒刑3年，贺兆清有期徒刑2年。
张锡康出狱后，于1990年移居美国，定居在加州圣地亚哥女儿家中。1986年在上海时，撰写回忆录《六十年来的回顾》，未出版。2012年，将1986年所写的《六十年来的回顾》进行补充与增订，一些观点也做了修订，较前“比较自由与客观”，取名《张锡康回忆录—上海地方教会六十年来的回顾》正式出版。2015年12月19日在美国加州圣地亚哥逝世，亨年93岁。